# هری هدن-پیتن
هَری هَدِن-پِـیتـِن (انگلیسی: Harry Hadden-Paton؛ زادهٔ ۱۰ آوریل ۱۹۸۱ میلادی) بازیگر تئاتر، سینما و تلویزیون اهل بریتانیا است.

## گزیدهٔ آثار

### سینما
- دربارهٔ زمان (۲۰۱۳)
- دریای آبی عمیق (۲۰۱۱)
- زندگی گلگون (۲۰۰۷)

### تلویزیون
- دانتون ابی (۲۰۱۵–۲۰۱۴)
- ریچارد دوم (۲۰۱۲)

### بازی‌های ویدئویی
- عصر اژدها: تفتیش عقاید (۲۰۱۴)